# Gmina Ivankovo
Gmina Ivankovo (chorw. Općina Ivankovo) – gmina w Chorwacji, w żupanii vukowarsko-srijemskiej. W 2011 roku liczyła  8006 mieszkańców.